# 6.8×43mm SPC
6.8×43mm SPC弾（Special Purpose Cartridge）または6.8mmレミントンSPC弾（6.8mm Remington SPC）は、アメリカ特殊作戦軍（SOCOM）を中心としたチームによって開発された小火器用の実包。5.56x45mm NATO弾を代替する目的で、これと7.62x51mm NATO弾の中間に位置する中間弾薬として開発された。

## 概要
1963年、アメリカ軍は同国のレミントン社が開発した5.56×45mm弾（.223レミントン弾）を小銃弾として採用し、1980年にはベルギーのファブリック・ナショナル（FN）社がこれを改良したSS109弾が北大西洋条約機構（NATO）の標準弾薬として採用された。5.56mm NATO弾は、その前の標準弾薬である7.62mm NATO弾よりも細く軽いために兵士1人あたりの携行弾薬量が多くなり、反動が軽いために命中精度がよく、また初速が速いために実用戦闘射程内での弾道が直線に近い（低伸する）というメリットがある一方、初活力が低いために貫通力が低く、有効射程も短いというデメリットがあった。また1993年のモガディシュの戦闘での経験から、特に銃身が短いM4カービンを使用した場合はストッピングパワーにも不足があると指摘されており、後にM16からM4への転換が進むにつれて、この問題は顕在化していった。2001年にアメリカ軍がアフガニスタン紛争に参戦すると、山地が多いという特性上、500メートルを超える長距離での交戦が当たり前となったことで、特に有効射程の短さが重大問題となった。
これに対応して、まず同年、口径そのものを変更した新弾薬として開発されたのが本弾薬である。弾薬の全長は5.56mm NATO弾と同一であるため、既存のM4カービンでも上部レシーバーを換装するだけでこの弾薬に適合させることができる。寸法としては、1940年代後半にイギリスで設計された.280ブリティッシュ（7×43mm）弾と近いものの、.280ブリティッシュ弾が機関銃などにも使用しうる汎用性を重視して139グレイン（9 g）の弾頭を採用しているのに対し、6.8×43mm SPC弾では個人携行の小銃弾薬としての性格を重視して、より軽量な120グレイン（7.78 g）の弾頭が採用されている。
この時期には、6.8×43mm SPC弾の他にも、.300 AAC Blackout弾や6.5mmグレンデル弾など、類似したコンセプトの弾薬が多数開発された。ただし、特に戦時下において弾薬やそれに伴う装備品を切り替えることは現実的でないと考えられたため、この時点では広く採用されることはなく、口径は5.56mmのままで性能を向上させる方向が主流になっていった。その後、2022年4月19日、米陸軍の次世代分隊兵器 (NGSW) 計画において、SIG MCX SPEAR小銃とともに、その使用弾薬として6.8×51mm弾の採用が決定された。
2025年7月、アメリカ軍への6.8mm弾供給業者であるSIG SAUER社は、設備投資により年間1億発の製造能力を獲得したと公表した。